# نادي فلج المعلا
نادي فلج المعلا نادي كرة قدم إماراتي يلعب في دوري الدرجة الثانية ويقع في إمارة أم القيوين.